# Nationaal park Kibale
Het Nationaal Park Kibale is een nationaal park in de regio West van Oeganda, in het district Kabarole, niet ver van Fort Portal. Het park is 766 vierkante kilometer groot en ligt tussen 1100 en 1600 meter hoog. Hoewel het voornamelijk bestaat uit vochtig groenblijvend regenwoud, bevat het een verscheidenheid aan landschappen. Kibale is een van de laatst overgebleven gebieden met zowel laagland- als bergbossen. In Oost-Afrika is het de laatste grote oppervlakte met pre-montane bossen. 
Het park werd in 1932 afgekondigd en in 1993 formeel ingesteld, ter bescherming van een groot bosgebied dat voorheen als bosreservaat werd beheerd. Het park vormt een aaneengesloten bosgebied met het meer zuidelijk gelegen Nationaal park Queen Elizabeth. Deze aaneensluiting van parken creëert een 180 kilometer lange wildcorridor. Het is een belangrijke bestemming voor ecotoerisme en safari's, bekend om zijn populatie chimpansees en twaalf andere soorten primaten. Het is ook de locatie van een biologisch veldstation van de Universiteit van Makerere. 